# Ntyam Mengue
Ntyam Mengue, de son vrai nom, Ntyam Ondo Suzanne Mengue Zomo est une juriste camerounaise. En 2016, elle est élue à la Cour africaine des droits de l'homme et des peuples pour un mandat de six ans. Elle est la première femme camerounaise à y siéger.

## Biographie

### Enfance, formations et débuts
Mengue naît en 1954 à la Vallée-du-Ntem dans la région sud du Cameroun. Son père était un ministre religieux. Elle est diplômée de l'École nationale d'administration et de magistrature en 1982.

### Carrière
Mengue travaille comme procureur adjoint à Sangmélima et à Douala entre 1982 et 1987. En 1990, elle devient présidente du tribunal de première instance de Yaoundé puis en 1992 vice-présidente de la cour d'appel,. En 1998, elle devient conseillère à la Cour suprême du Cameroun. En 2001, elle est l'une des soixante-quatre juges nommés juges permanents du Tribunal pénal international pour l'ex-Yougoslavie.
Mengue est présidente de la section administrative de la Cour suprême de 2010 à 2015 et présidente de la section commerciale de la Cour depuis 2015,. Elle est membre de la Commission nationale des droits de l'homme et des libertés du Cameroun depuis 2003, où elle a exercé les fonctions de rapporteur ,.
Après des élections, elle devient juge de la Cour africaine des droits de l'homme et des peuples pour un mandat de six ans en juillet 2016 lors du sommet de l'Union africaine à Kigali ,.

## Vie privée
Elle est membre de l'Association des femmes juristes du Cameroun et de l'Association des femmes chrétiennes de l'Église presbytérienne du Cameroun. Elle parle couramment le français et l'anglais. Elle a 6 enfants : 2 fils, 2 filles et 2 belles-filles.